# Kolonie Fürstenland
Die Kolonie Fürstenland war eine russlandmennonitische Ansiedlungen in der heutigen Ukraine.

## Geschichte
Die Kolonie wurde 1864 im damaligen Gouvernement Taurien als Tochterkolonie der Kolonie Chortitza gegründet.  Die Kolonie lag  südöstlich von Chortitza am Ostufer des Dnepr. Die Dörfer der Fürstenland-Kolonie wurden, außer Rosenbach, nach den Namen der Kinder des Großfürsten Michail Nikolaewitsch, dem vierten Sohn vom Zaren Nikolaus I. benannt. Jedes Dorf hatte 18–35 Wirtschaften. Fürstenland hatte gutes Land für den Anbau von Mais und Kartoffeln, aber Wassermelonen brachten den besten Ertrag. Aus den Melonen kochten die Mennoniten Sirup. Die Kolonie besaß zwei Mühlen, eine in Sergejewka und die andere in Georgsthal. Jedes Dorf hatte eine Schule. In Olgafeld entstanden die Niebuhr–Fabriken, die landwirtschaftliche Maschinen wie Mähmaschinen, Dreschmaschinen, Putzmühlen und Häckselmaschinen herstellten. Bis 1898 wuchs die Bevölkerung auf über 1800 an, doch 1901 und wieder ab 1920 emigrierten viele Bewohner nach Nordamerika. 1941 wurden die verbliebenen Familien als Deutschstämmige deportiert – während des II. Weltkrieges in einer Entfernung von sieben Kilometer. Die Wehrmacht nahm die leeren Häuser auseinander und baute Straßen und Bunker daraus. Dieses ist auch der Grund, weshalb heute so wenige original-mennonitische Häuser zu sehen sind. Die verbliebenen Mennoniten schlossen sich 1943 dem Rückzug der deutschen Truppen an.
| Nr. | ursprünglicher Name | heutiger Name      | ukrainisch | Gründung |
| --- | ------------------- | ------------------ | ---------- | -------- |
| 1   | Georgsthal          | Heorhijiwka        | Георгіївка | 1864     |
| 2   | Olgafeld            | Heorhijiwka        | Георгіївка | 1864     |
| 3   | Michaelsburg        | Mychajliwka        | Михайлівка | 1865     |
| 4   | Rosenbach           | Olexijiwka         | Олексіївка | 1866     |
| 5   | Alexanderthal       | Olexijiwka         | Олексіївка | 1867     |
| 6   | Sergejewka          | Serhiivka          | Сергіївка  | 1868     |
|     | Karlowka            | besteht nicht mehr |            | 1923     |